# Смит, Джей Ар
Эрл Джозеф Смит III (англ. Earl Joseph Smith III), известный как Джей Ар Смит (англ. J. R. Smith; род. 9 сентября 1985, Фрихолд, штат Нью-Джерси, США) — американский баскетболист, выступавший большую часть карьеры в НБА. Играл на позиции атакующего защитника и лёгкого форварда. Был выбран на драфте НБА 2004 года в первом раунде под общим 18-м номером командой «Нью-Орлеан Хорнетс». Смит выиграл два чемпионских титула НБА за карьеру: один с «Кливленд Кавальерс» в 2016 году, а второй с «Лос-Анджелес Лейкерс» в 2020 году.

## Школа
Смит заканчивал обучение в частной школе Святого Бенедикта в Ньюарке. Он набирал по 27 очков, 6 подборов и 5 передач в среднем за игру. Осенью 2003 года Смит написал письмо в университет Северной Каролины, в котором выражал желание играть за баскетбольную команду этого учебного заведения.
В 2004 году Смит неожиданно уверенно выступил на игре всех звёзд среди выпускников школ, его признали MVP матча (вместе с Дуайтом Ховардом). После этого Джей Ар решил забыть о колледже и выставил свою кандидатуру на Драфт НБА 2004 года.

## Профессиональная карьера

### Драфт НБА
24 июня 2004 года в Мэдисон-Сквер-Гарден состоялся драфт НБА, на котором Смит был выбран под общим 18-м номером командой «Нью-Орлеан Хорнетс». Он стал одним из девяти игроков за этот год, которые попали в НБА минуя колледж.

### 2004—2006: «Нью-Орлеан Хорнетс»
В свой первый сезон в НБА Смит набирал 10,3 очка, 2 подбора и 1,9 передачи в среднем за игру. Во время звёздного уикенда НБА 2005 года Джей Ар участвовал в конкурсе по броскам сверху и занял третье место, его опередили Джош Смит и Амаре Стадемайр.
14 июля 2006 года Смита вместе с Пи Джеем Брауном обменяли в «Чикаго Буллс» на центрового Тайсона Чендлера. Но, уже через шесть дней Смита вновь обменяли в «Денвер Наггетс» на Ховарда Айсли и два выбора на драфте НБА 2007 года (Джеймсон Карри и Аарон Грэй).

### 2006—2011: «Денвер Наггетс»
16 декабря во время матча «Наггетс» с «Нью-Йорк Никс» состоялась одна из самых больших драк в истории НБА. Смит принял в ней участие, после матча он был дисквалифицирован на десять матчей, а также его оштрафовали на 107 тысяч долларов.
20 февраля 2007 года Смит получил травму колена, которая потребовала последующего хирургического вмешательства.
25 июля 2008 года Джей Ар был включён в расширенный состав сборной США по баскетболу, он не поехал на Олимпийские игры 2008 года, но помог в подготовке команды.
10 февраля 2009 года Смит заменил Руди Гея на конкурсе по броскам сверху. Джей Ар не прошёл в финал конкурса, победу одержал Нэйт Робинсон. 13 апреля в игре против «Сакраменто Кингз» Смит набрал 45 очков установив личный рекорд по количеству очков набранных за одну игру. Также, в том матче он забросил 11 трёхочковых бросков, что стало рекордом для «Наггетс», всего одного точного попадания не хватило для повторения рекорда всей лиги НБА. После этой игры «Денвер» стали чемпионами северо-западного дивизиона НБА, впервые за 21 год. В своем третьем плей-офф Смит набирал 14,9 очка при реализации с игры 45,4%. Он помог своей команде дойти до финала Западной конференции, где «Наггетс» уступили «Лейкерс» 2-4.
Партнёр по команде Чонси Биллапс помогал Смиту подготовиться к сезону, в интервью Джей Ар признавался, что Чонси очень ему помог и фактически является его наставником. Перед началом сезона 2009/2010 Смит подарил свой 1-й номер Билапсу, а сам взял 5-й номер. 23 декабря Смит набрал 41 очко в игре против «Атланты Хокс» и забросил 10 трёхочковых бросков, он закончил сезон вторым по общему количеству трёхочковых бросков среди игроков выходящих со скамейки.

### 2011—2012: «Чжэцзян Голден Буллз»
К концу сезона 2010/2011 годов Смит был неограниченным свободным агентом и он принял решение подписать однолетний контракт на 3 миллиона долларов с китайской командой «Чжэцзян Голден Буллз». Причиной этому послужил разразившийся в НБА локаут, грозивший отменой сезона. Агент баскетболиста комментировал, что Джей Ар не верит в успех переговоров между владельцами клубов и профсоюзом игроков и при этом он очень хотел играть, поэтому Смит решил подписать контракт с командой в другой лиге. Бывшие партнёры Джей Ар по «Наггетс» Кеньон Мартин и Уилсон Чендлер также обосновались в Китае, но в других командах.
21 ноября 2011 года в своей первой игре за «Голден Буллс» Смит получил травму правого колена. Он неудачно наступил на ногу и почувствовал резкую боль в колене. Джей Ар отказался ехать в ближайшую больницу, а настаивал на возвращение в гостиницу. Клуб согласился на то, чтобы Смиту сделали МРТ колена в городе, где базируется команда, так как матч проходил на выезде, то обследование должно было произойти только на следующий день. Если бы обнаружилась серьёзная травма, то Смит полетел бы в США для дальнейшего восстановления. На следующее утро Джей Ар не явился на осмотр в больницу, после выяснения обстоятельств стало ясно, что Смит улетел в Пекин. Как он объяснял, чтобы пройти обследование у лучших специалистов. От руководства команды последовало официальное предупреждение, на которое Джей Ар ответил, что здоровье для него важнее всего. После осмотра выяснилось, что травма несерьёзная, Смит вернулся в расположение команды.

### 2012—2015: «Нью-Йорк Никс»
Смит признан лучшим шестым игроком НБА в сезоне 2012/2013.

### 2015—2019: «Кливленд Кавальерс»
В сезоне 2015/2016 сыграл в стартовом составе 77 игр, набирая в среднем за игру 12,4 очка с % реализации 41,5, 2,8 подбора и 1,1 перехвата. Заслуженно считался одним из лучших трёхочковых снайперов лиги в этом сезоне: % реализации трёхочковых в сезоне — 40,0 (17-е место в лиге); 204 попадания за сезон (рекорд франшизы); 15 игр подряд с 5 и более трёхочковыми попаданиями (рекорд франшизы). Стал чемпионом НБА в составе Кливленда.
В сезоне 2016/2017 15 октября 2016 года продлил контракт с «Кливлендом». 6 декабря 2016 года Смит травмировал левое колено в первой четверти выездного матча с «Торонто». Прошел МРТ-обследование, которое не выявило серьезной травмы.
5 июня 2017 года после второго матча финальной серии между «Голден Стэйт» и «Кливлендом» вспыхнула драка среди болельщиков «Уорриорз», занимающих первые ряды на арене. Поводом стала борьба за возможность встать ближе к тоннелю, по которому уходили в раздевалки игроки «Кливленда». Джей Ар стал закрывать ЛеБрона Джеймса, когда дерущиеся болельщики оказались рядом с ним. Позже он объяснил это тем, что считает себя одним из рыцарей «Короля».
В финальной серии плей-офф Джэй Ар помогал команде в основном трёхочковыми попаданиями и перехватами.
Был отчислен из «Кавальерс» в июле 2019 года.

### Лос-Анджелес Лейкерс (2020)
1 июля 2020 года Смит подписал контракт с «Лос-Анджелес Лейкерс» на оставшуюся часть сезона 2019-20, воссоединившись с бывшим партнером по «Кавальерс» Леброном Джеймсом. 30 июля он дебютировал за «Лейкерс», не набрав ни одного очка и совершив один фол в матче против «Лос-Анджелес Клипперс». Смит стал двукратным чемпионом НБА, когда «Лейкерс» победили «Майами Хит» в шести матчах.

## Статистика

### Статистика в НБА
| Сезон                                                                                    | Команда    | Регулярный сезон | Регулярный сезон | Регулярный сезон | Регулярный сезон | Регулярный сезон | Регулярный сезон | Регулярный сезон | Регулярный сезон | Регулярный сезон | Регулярный сезон | Регулярный сезон | Серия плей-офф | Серия плей-офф | Серия плей-офф | Серия плей-офф | Серия плей-офф | Серия плей-офф | Серия плей-офф | Серия плей-офф | Серия плей-офф | Серия плей-офф | Серия плей-офф |
| Сезон                                                                                    | Команда    | GP               | GS               | MPG              | FG%              | 3P%              | FT%              | RPG              | APG              | SPG              | BPG              | PPG              | GP             | GS             | MPG            | FG%            | 3P%            | FT%            | RPG            | APG            | SPG            | BPG            | PPG            |
| ---------------------------------------------------------------------------------------- | ---------- | ---------------- | ---------------- | ---------------- | ---------------- | ---------------- | ---------------- | ---------------- | ---------------- | ---------------- | ---------------- | ---------------- | -------------- | -------------- | -------------- | -------------- | -------------- | -------------- | -------------- | -------------- | -------------- | -------------- | -------------- |
| 2004/05                                                                                  | Нью-Орлеан | 76               | 56               | 24,5             | 39,4             | 28,8             | 68,9             | 2,0              | 1,9              | 0,7              | 0,1              | 10,3             | Не участвовал  | Не участвовал  | Не участвовал  | Не участвовал  | Не участвовал  | Не участвовал  | Не участвовал  | Не участвовал  | Не участвовал  | Не участвовал  | Не участвовал  |
| 2005/06                                                                                  | Нью-Орлеан | 55               | 25               | 18,0             | 39,3             | 37,1             | 82,2             | 2,0              | 1,1              | 0,7              | 0,1              | 7,7              | Не участвовал  | Не участвовал  | Не участвовал  | Не участвовал  | Не участвовал  | Не участвовал  | Не участвовал  | Не участвовал  | Не участвовал  | Не участвовал  | Не участвовал  |
| 2006/07                                                                                  | Денвер     | 63               | 24               | 23,4             | 44,1             | 39,0             | 81,0             | 2,3              | 1,4              | 0,8              | 0,1              | 13,0             | 4              | 0              | 11,8           | 27,3           | 0,0            | 100,0          | 2,3            | 0,5            | 1,0            | 0,3            | 4,5            |
| 2007/08                                                                                  | Денвер     | 74               | 0                | 19,2             | 46,1             | 40,3             | 71,9             | 2,1              | 1,7              | 0,8              | 0,2              | 12,3             | 4              | 0              | 26,9           | 53,5           | 31,8           | 83,3           | 1,8            | 1,8            | 1,0            | 0,0            | 18,3           |
| 2008/09                                                                                  | Денвер     | 81               | 18               | 27,7             | 44,6             | 39,7             | 75,4             | 3,7              | 2,8              | 1,0              | 0,2              | 15,2             | 16             | 0              | 27,2           | 45,4           | 35,8           | 54,3           | 3,3            | 2,8            | 1,1            | 0,3            | 14,9           |
| 2009/10                                                                                  | Денвер     | 75               | 0                | 27,8             | 41,4             | 33,8             | 70,6             | 3,1              | 2,4              | 1,3              | 0,3              | 15,4             | 6              | 0              | 26,5           | 36,8           | 35,5           | 87,5           | 3,8            | 1,7            | 0,7            | 0,3            | 11,2           |
| 2010/11                                                                                  | Денвер     | 79               | 6                | 24,9             | 43,5             | 39,0             | 73,8             | 4,1              | 2,2              | 1,2              | 0,2              | 12,3             | 5              | 0              | 15,3           | 35,6           | 42,9           | 72,7           | 2,0            | 1,0            | 0,4            | 0,0            | 9,8            |
| 2011/12                                                                                  | Нью-Йорк   | 35               | 1                | 27,6             | 40,7             | 34,7             | 70,9             | 3,9              | 2,4              | 1,5              | 0,2              | 12,5             | 5              | 0              | 35,0           | 31,6           | 17,9           | 100,0          | 2,6            | 2,2            | 1,2            | 0,2            | 12,2           |
| 2012/13                                                                                  | Нью-Йорк   | 80               | 0                | 33,5             | 42,2             | 35,6             | 76,2             | 5,3              | 2,7              | 1,3              | 0,3              | 18,1             | 11             | 0              | 31,9           | 33,1           | 27,3           | 72,1           | 4,7            | 1,4            | 1,0            | 0,5            | 14,3           |
| 2013/14                                                                                  | Нью-Йорк   | 74               | 37               | 32,7             | 41,5             | 39,4             | 65,2             | 4,0              | 3,0              | 0,9              | 0,3              | 14,5             | Не участвовал  | Не участвовал  | Не участвовал  | Не участвовал  | Не участвовал  | Не участвовал  | Не участвовал  | Не участвовал  | Не участвовал  | Не участвовал  | Не участвовал  |
| 2014/15                                                                                  | Нью-Йорк   | 24               | 6                | 25,8             | 40,2             | 35,6             | 69,2             | 2,4              | 3,4              | 0,8              | 0,2              | 10,9             | Не участвовал  | Не участвовал  | Не участвовал  | Не участвовал  | Не участвовал  | Не участвовал  | Не участвовал  | Не участвовал  | Не участвовал  | Не участвовал  | Не участвовал  |
| 2014/15                                                                                  | Кливленд   | 46               | 45               | 31,8             | 42,5             | 39,0             | 81,8             | 3,5              | 2,5              | 1,4              | 0,4              | 12,7             | 18             | 4              | 31,1           | 40,3           | 35,9           | 70,0           | 4,7            | 1,2            | 0,9            | 0,6            | 12,8           |
| 2015/16                                                                                  | Кливленд   | 77               | 77               | 30,7             | 41,5             | 40,0             | 63,4             | 2,8              | 1,7              | 1,1              | 0,3              | 12,4             | 21             | 21             | 34,8           | 43,6           | 43,0           | 61,9           | 3,2            | 1,4            | 1,2            | 0,2            | 11,5           |
| 2016/17                                                                                  | Кливленд   | 41               | 35               | 29,0             | 34,6             | 35,1             | 66,7             | 2,8              | 1,5              | 1,0              | 0,3              | 8,6              | 18             | 18             | 27,0           | 50,5           | 50,0           | 45,5           | 2,3            | 0,7            | 0,7            | 0,3            | 8,1            |
| 2017/18                                                                                  | Кливленд   | 80               | 61               | 28,1             | 40,3             | 37,5             | 69,6             | 2,9              | 1,8              | 0,9              | 0,1              | 8,3              | 22             | 21             | 32,1           | 34,8           | 36,7           | 77,3           | 2,7            | 1,1            | 1,0            | 0,2            | 8,7            |
| 2018/19                                                                                  | Кливленд   | 11               | 4                | 20,2             | 34,2             | 30,8             | 80,0             | 1,6              | 1,9              | 1,0              | 0,3              | 6,7              | Не участвовал  | Не участвовал  | Не участвовал  | Не участвовал  | Не участвовал  | Не участвовал  | Не участвовал  | Не участвовал  | Не участвовал  | Не участвовал  | Не участвовал  |
| 2019/20                                                                                  | Лейкерс    | 6                | 0                | 13,2             | 31,8             | 9,1              | 100,0            | 0,8              | 0,5              | 0,2              | 0,0              | 2,8              | 10             | 0              | 7,5            | 26,9           | 27,3           | 0,0            | 0,3            | 0,3            | 0,2            | 0,0            | 2,0            |
|                                                                                          | Всего      | 977              | 395              | 26,9             | 41,9             | 37,3             | 73,3             | 3,1              | 2,1              | 1,0              | 0,2              | 12,4             | 140            | 64             | 27,9           | 39,7           | 36,7           | 70,6           | 3,0            | 1,3            | 0,9            | 0,3            | 10,7           |
| Наведите курсор мыши на аббревиатуры в заголовке таблицы, чтобы прочесть их расшифровку. |            |                  |                  |                  |                  |                  |                  |                  |                  |                  |                  |                  |                |                |                |                |                |                |                |                |                |                |                |